# شيلا فيتزباتريك
شيلا فيتزباتريك (بالإنجليزية: Sheila Fitzpatrick)‏  (و. 1941  م) هي مؤرخة، وأستاذة جامعية من أستراليا، والولايات المتحدة، ولدت في ملبورن، تستخدم آلات كمان، وهي عضوةٌ في الأكاديمية الأمريكية للفنون والعلوم.

## التعليم
تعلمت في جامعة ملبورن، وكلية القديس أنطوني ‏.

## جوائز
حصلت على جوائز منها:
- زمالة غوغنهايم
- Fellow of the Australian Academy of the Humanities ‏.